# Strecke 46

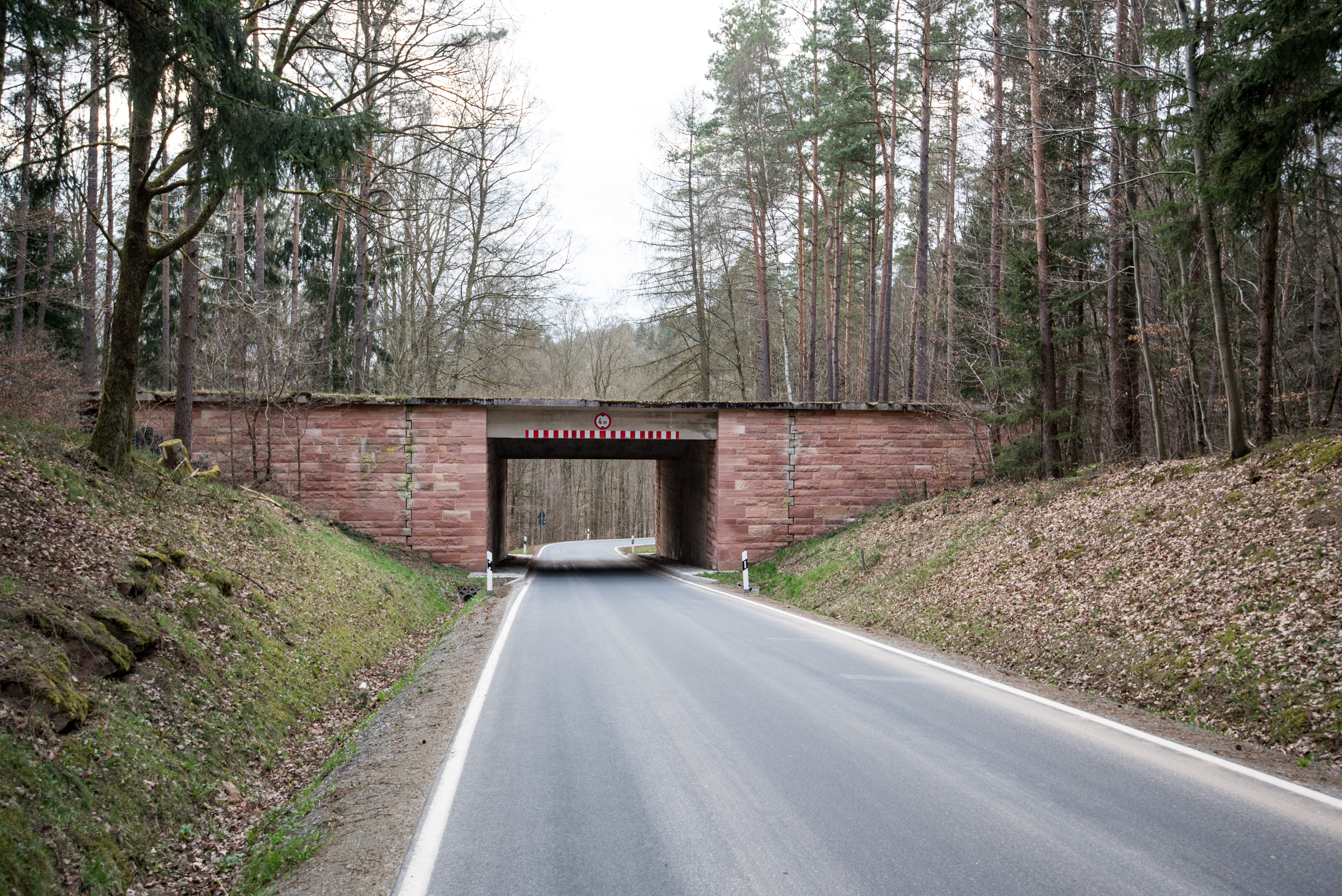
Bauwerk 91 Straßenunterführung zwischen Burgsinn und Gräfendorf

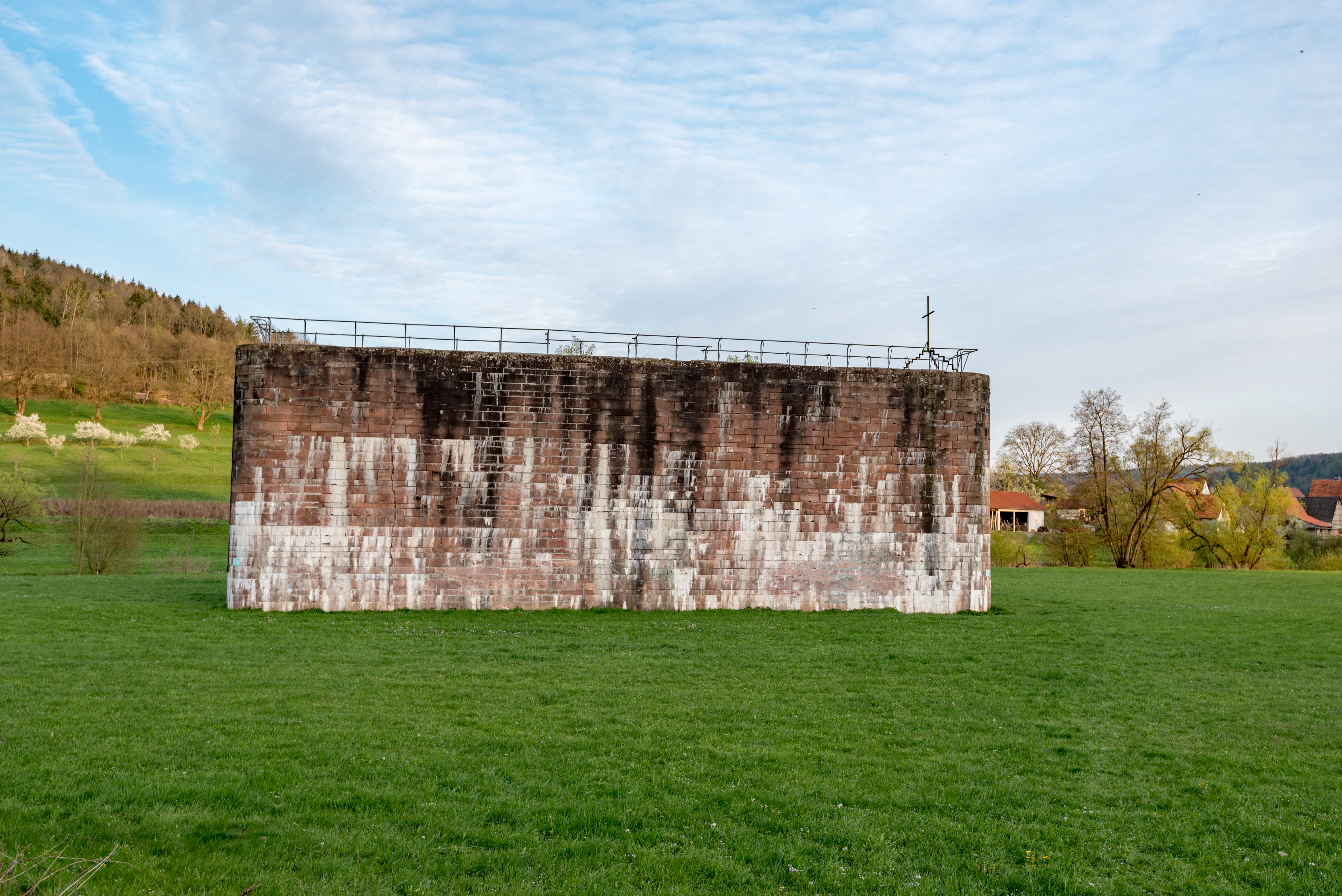
Brückenpfeiler bei Gräfendorf (Weitere Bilder)

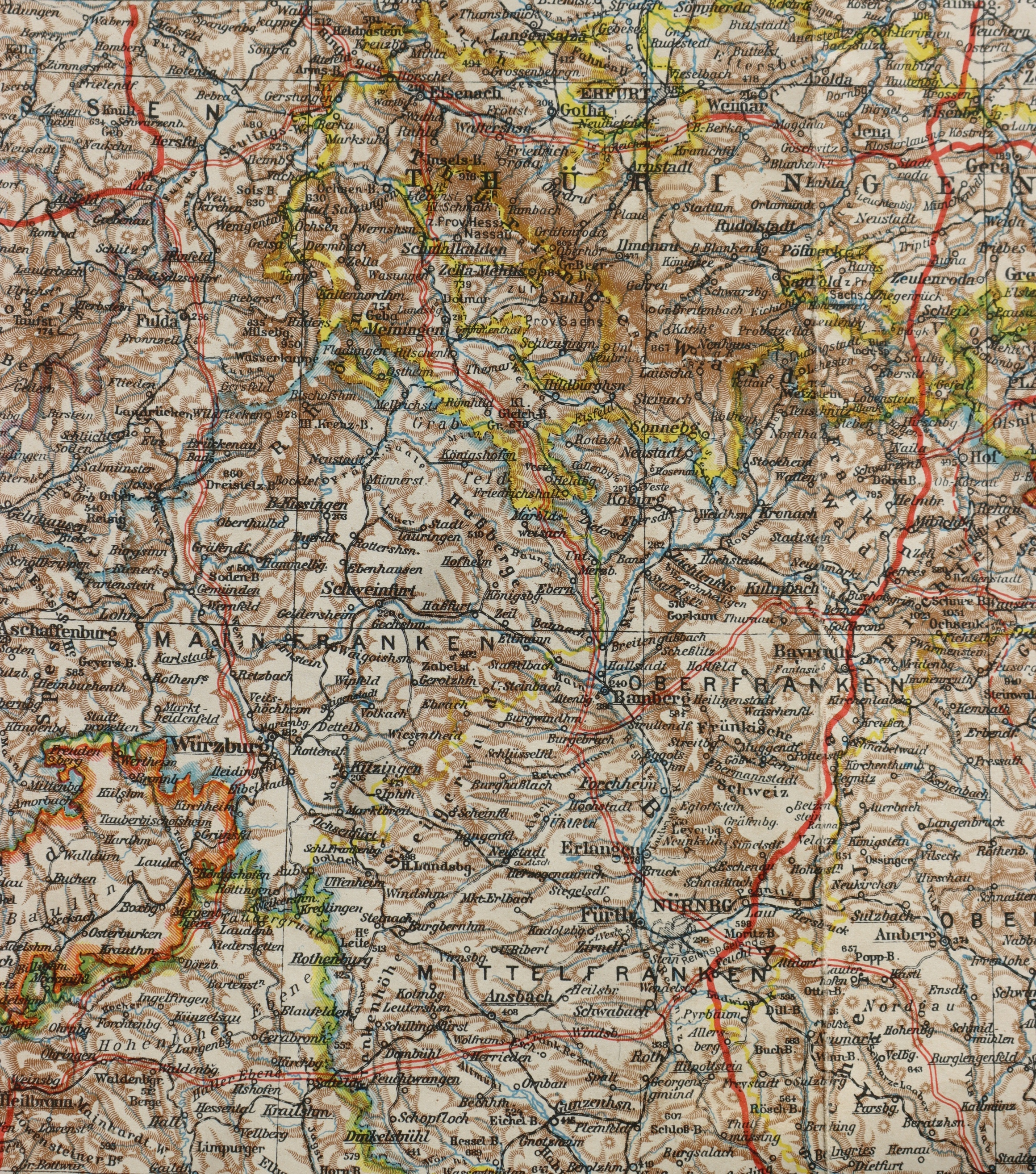
Mitteldeutschland mit den 1938 geplanten Reichsautobahnen

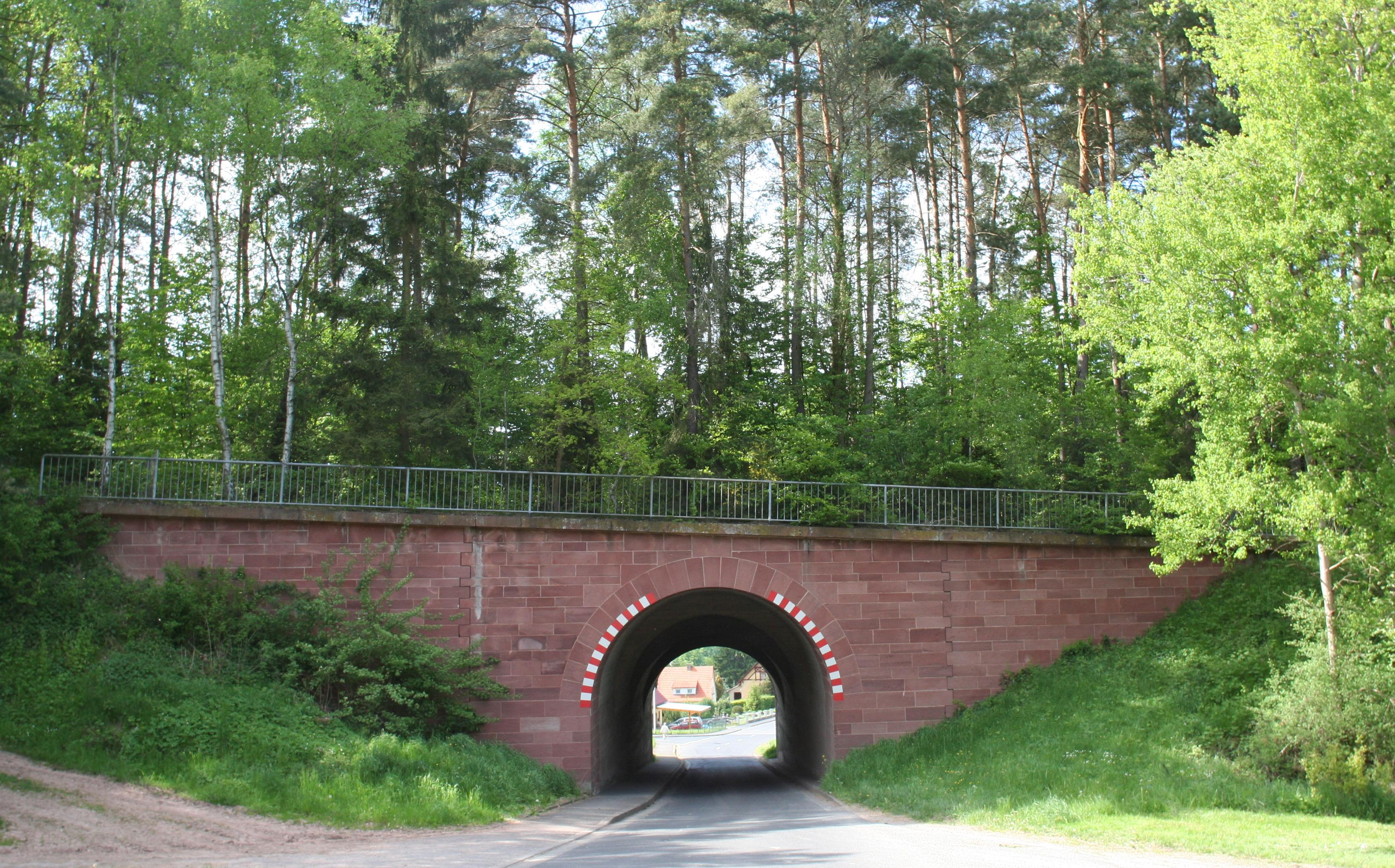
Bauwerk 25 Unterführung bei Rupboden

Strecke 46 bezeichnet ein knapp 70 km langes unvollendetes Autobahnteilstück in Deutschland, das zwischen Fulda und Würzburg parallel zur heutigen A 7 verläuft.
Der Bau dieser geplanten Reichsautobahn wurde 1937 begonnen und 1939 eingestellt. Insgesamt wurde an ca. 30 km zusammenhängender Strecke zwischen Rupboden (Schmidthof) im Norden und Karsbach (Schönauer Weg) im Süden gebaut. Der Abzug von Arbeitskräften und Materialien zu Kriegszwecken und die Einführung neuer Normen nach Beginn des Baus erschwerten die Arbeiten. Nach Ende des Zweiten Weltkrieges wurde die Planung verworfen. Stattdessen wurde eine Trasse gewählt, die an Schweinfurt vorbeiführt und größere Kurvenradien besitzt. Dokumenten lokaler Autobahnmeistereien zufolge war dies auch durch die veränderte politische Geografie bedingt: durch die innerdeutsche Grenze waren die östlichen westdeutschen Gebiete der Rhön und des Spessarts ohne die Hinterlandanbindung (an Meiningen, Bad Salzungen, Eisenach) relativ schlecht zugängliche Zonenrandgebiete geworden. Zudem war auch eine Vernetzung mit der in Thüringen begonnenen Strecke 85 nun obsolet.
Zahlreiche Fragmente der fast fertig trassierten Autobahn befinden sich noch in der Landschaft, wie Streckenabschnitte, Brücken und Brückenpfeiler. Sie stehen seit 2003 unter Denkmalschutz. Auf der alten Trasse befindet sich annähernd ein Dutzend unvollendete Bauwerke, die meisten im Wald. In Rupboden unterquert eine Kreisstraße die mit Bäumen überwachsene Trasse, die auch noch deutlich von oben sichtbar ist. In der Gemarkung Schulruh zwischen Burgsinn und Gräfendorf überspannt ein großes Brückenbauwerk ohne aufgefüllte Fundamentböschungen die MSP17 (Querverbindung Sinntal–Fränkisches Saaletal) in einer Kammhöhenlage von 395 m NN. In Gräfendorf dient der größere von zwei unvollendeten Pfeilern der vorgesehenen Saaleüberführung Alpinisten als Kletterfelsen (180 m NN).

## Eintragungen in den Denkmallisten
- Gemeinde Gräfendorf
- Gemeinde Burgsinn
- Gemeindefreies Gebiet Forst Aura
- Gemeinde Zeitlofs